# 初級法院刑事大樓

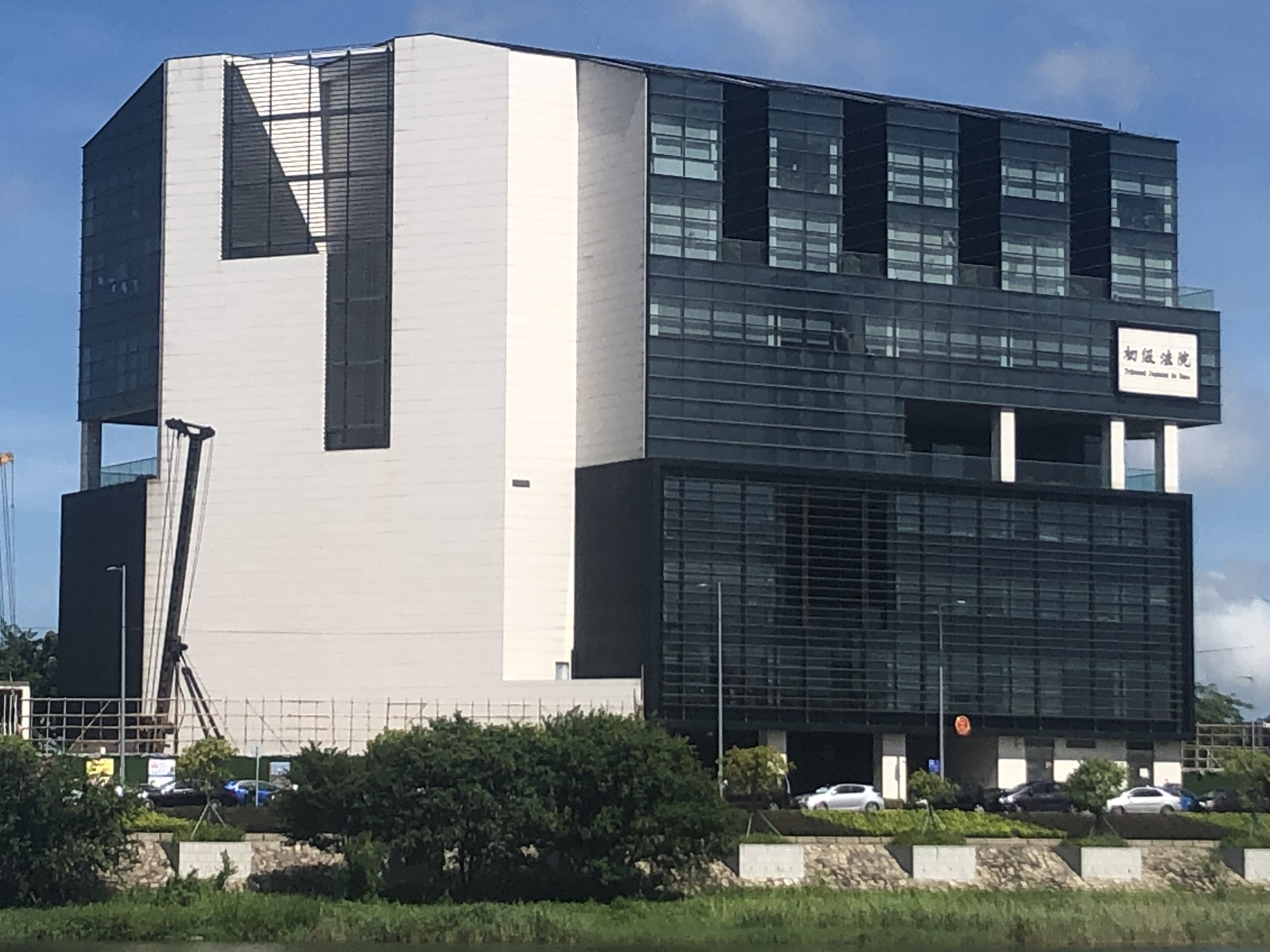
初級法院刑事法庭大樓

初級法院刑事法庭大樓（工程規劃及興建時名稱：初級法院刑事案件專門庭臨時大樓；葡萄牙語：Edifício dos Juízos Criminais do Tribunal Judicial de Base），位於何鴻燊博士大馬路及西灣湖街之南灣湖C2地段，為澳門特別行政區法院設施，佔地1,640平方米，總高度約35米，樓高8層，另設地庫4層，總面積約14,300平方米。大樓主要供刑事專門法庭使用，設計建築用料以簡約、質優耐用及易於維修為原則，外牆主要採用幕牆，配備具節能作用之金屬遮光百葉，以符合環保的建築理念。大樓建設於2013年11月15日招標，2014年動工，2017年完工。

## 沿革
2013年11月15日，土地工務運輸局對建造工程進行開標，工程涉及的範圍連同地庫共有十二層，主要供刑事專門法庭使用，設施包括審判庭、辦公室、諮詢服務櫃枱及停車場等。共有11份標書參與今次競投，9份標書獲得接納，2份有條件接納，造價由3億3千多萬澳門元至4億9千多萬澳門元不等，爭取2014年上半年動工，工期約27個月。
2016年10月19日，新司法年度開幕典禮舉行，行政長官崔世安致辭時指爭取初級法院刑事法庭大樓將在2017年啟用。
2017年1月10日，政府就初級法院新大樓投入使用，需進行大樓所需要的購買傢俱工作，包括購買法庭座椅、辦公桌和座椅、會議檯、梳化、推拉櫃及倉儲架。對該購買工作進行公開開標，土地工務運輸局共收到8份標書，5份標書被接納及1份屬有條件接納須補交文件，提出的金額介乎290萬至1,080萬澳門元不等，最長交貨期為45天。2份標書不被接納。
2017年6月，大樓建造工程完工在即，終審法院宣布初級法院第一、二、三及四刑事法庭辦事處將於今年第三季從現址的澳門廣場四樓遷往位於何鴻燊博士大馬路的初級法院刑事案件專門庭臨時大樓，具體搬遷日期將另行公佈。
2017年7月31日，終審法院辦公室宣佈初級法院第一、二、三及四刑事法庭辦事處自2017年8月7日(星期一)起正式遷入該大樓。

## 建築結構
大樓共分為地上八層及地庫四層，其中地庫四層包括兩層停車場、一層檔案室及一層證物室；地面以上八層設有諮詢服務櫃檯、行政中心、專門庭辦事處、法官辦公室、檢察官辦公室、審判庭、檢察院辦事處及律師公會辦事處等。公眾入口位於何鴻燊博士大馬路，員工入口設於大樓北面，供內部車輛使用之停車場入口設於西灣湖街。

## 未來發展
2022年2月16日，土地工務運輸局公布規劃條件圖公示中，包括現時建有初級法院刑事大樓的土地，連同旁邊的 3個地段及西灣湖巷一段公共道路，合共 4,636平方米的土地，將合併建設法院和檢察院設施。規劃條件圖草案參照文化局意見，建議靠近西灣湖街地段建築物限高 50.8米，靠近何鴻燊博士大馬路一邊則限高 46.7米。草案同時建議只可建地庫停車場車道，並須預留地面以下 1.5米深的空間用作公用服務基礎設施用途。
2022年11月7日，公共建設局網站公布，南灣湖C1至C4地段將建設法院和檢察院設施。其中初級法院大樓首期基礎及地庫工程已判給，造價二億零九百萬元，工期683個工作天，合約竣工期2025年2月。按規劃C1至C3地段為初級法院辦公室及審判庭，C4地段為檢察院駐初級法院辦公室。項目佔地面積6,235平方米，樓高八層及地庫四層，總建築面積約57,431.30平方米。建成後將與現時C2地段初級法院相連通。該項目將分兩期實施，第一期工程為大樓的基礎及地庫，第二期工程為上蓋工程。
2024年10月，大樓上蓋工程公開招標，工期最長780個工作天。項目包括C2地段大樓的翻新工程，同年11月6日截標。
2024年11月7日，大樓上蓋工程進行公開開標，共收到23份標書。經開標程序後，全部標書被接納。工程造價介乎6億5千2百多萬澳門元至7億8千2百多萬澳門元，施工總工期均為702工作天。項目佔地面積6235平方米，樓高八層及地庫四層，總建築面積約57431.30平方米。

## 爭議

### 選址爭議
2014年，在《土地法》和《城市規劃法》生效生夕，有傳政府要趕搭尾班車，抛出南灣湖 CD 區總體規劃，大幅放寬區內發展規模。初級法院刑事大樓選址南灣C2地段前，當時政府新城填海區規劃工作小組建議於新城B區建設“政法區”。但在2013年，工務局突然招開標及確定於南灣C2地段興建新大樓。究竟為何由新填海地改選於此，而且，那是區內最近主教山的一幅官地等，當局從未有交代過。

### “臨時”性質之爭議
2013年11月15日，工務局公共建築廳圖則暨工程處處長劉國權向傳媒表示，大樓只屬臨時性質，但未有進一步說明臨時到何時，是否會有正式大樓。而特區政府已不是第一次花大筆公帑興建驟看似正式的「臨時」建築。是否臨時性過去後，會將這大樓拆去呢？澳門立法會就是缺少了審批政府重大工程開支的功能，往往由政府隨心所欲，故亂規劃興建，嚴重浪費公共資源及公帑。議員或社會發現問題後，往往為時已晚。所以社會有聲音要建立執行預算綱要法制度，超出一定額數的重大公共工程開支的項目，必須經立法會審議。向公眾解釋清楚及讓監督透明化。
2017年6月，新大樓落成在即。但終審法院辦公室新聞稿稱該大樓主要供刑事專門法庭使用，更稱之為「初級法院刑事案件專門庭臨時大樓」，而大樓只屬臨時性質引起質疑。

## 交通資訊

### 巴士
M176 初級法院刑事大樓（Edifício dos Juízos Criminais do Tribunal Judicial de Base）
路線：9A、18、23、32、N2

## 外部連結
- 中華人民共和國澳門特別行政區法院 - 初級法院 （页面存档备份，存于）